# Laodike av Pontus (gemål till Nikomedes III)
Laodike av Pontus, död efter 95 f.Kr, var en drottning av Kappadokien genom äktenskap med Ariarathes VI av Kappadokien och drottning av Bithynien som gift med Nicomedes III av Bithynien. Hon var regent i Kappadokien år 116 f.Kr. som förmyndare för sin son Ariarathes VII av Kappadokien.

## Biografi
Laodice var dotter till Laodike IV och Mithridates V av Pontus. 
Hon gifte sig med sin kusin Ariarathes VI av Kappadokien sedan han hade förklarats myndig 126 f.Kr. Kappadokien befann sig i ett oroligt tillstånd efter att hennes faster Nysa av Pontus avsatts och äktenskapet avtalades efter en militär intervention av hennes far. Äktenskapet arrangerades av hennes far för att ge honom möjlighet att utöva inflytande på Kappadokiens affärer med henne som agent. 120 f.Kr avled hennes far, och hennes bror Mithridates VI Eupator var missnöjd med Pontus minskade inflytande i Kappadokien. 

### Regent
År 116 f.Kr mördades Ariarathes VI efter en komplott iscensatt av Mithridates och en hovman vid det kappadokiska hovet, Gordius. Det är okänt om Laodice var inblandad. Efter sin makes död blev hon Kappadokiens regent som förmyndare för sin minderårige son Ariarathes VII. Kappadokien invaderades sedan av hennes dotters änkling Nicomedes III av Bithynien, som ville dra fördel av det sårbara tillstånd Kappadokien då befann sig i. Laodice slöt då förbund med honom och gifte sig med honom för att säkra sin och sin sons regering med Bithyniens beskydd. Då hennes bror Mithridates VI fick höra om Bithyniens invasion av Kappadokien, gjorde han en egen invasion för att hjälpa Laodice. Då han fick höra att hon hade valt att alliera sig med Bithynien gav han i stället sitt stöd till hennes son, som med sin morbrors stöd kunde utvisa Laodice och Nicomedes till Bithynien. 

### Senare liv
Hennes bror Mithridates försökte därefter med hjälp av Gordius avsätta hennes söner, en plan som i slutändan misslyckades. När Laodices andre son avled år 95 f.Kr försökte hon tillsammans med sin make placera en bedragare på Kappadokiens tron med en inkorrekt hänvisning till att han var hennes förste makens tredje son. Hon reste till Rom och lade tillsammans med Nicomedes fram sin begäran inför den romerska senaten, som dock vägrade att ge sitt stöd.    

## Barn
1. Nysa, gift med Nicomedes III av Bithynien
2. Ariarathes VII av Kappadokien, död 101 f.Kr
3. Ariarathes VIII av Kappadokien, död 95 f.Kr